# Bujurquina
Bujurquina is een geslacht van straalvinnige vissen uit de familie van cichliden (Cichlidae).

## Soorten
- Bujurquina apoparuana Kullander, 1986
- Bujurquina cordemadi Kullander, 1986
- Bujurquina eurhinus Kullander, 1986
- Bujurquina hophrys Kullander, 1986
- Bujurquina huallagae Kullander, 1986
- Bujurquina labiosa Kullander, 1986
- Bujurquina mariae (Eigenmann, 1922)
- Bujurquina megalospilus Kullander, 1986
- Bujurquina moriorum Kullander, 1986
- Bujurquina oenolaemus Kullander, 1987
- Bujurquina ortegai Kullander, 1986
- Bujurquina peregrinabunda Kullander, 1986>
- Bujurquina robusta Kullander, 1986
- Bujurquina syspilus (Cope, 1872)
- Bujurquina tambopatae Kullander, 1986
- Bujurquina vittata (Heckel, 1840)
- Bujurquina zamorensis (Regan, 1905)